# Karl von Portatius
Karl Heinrich Emil von Portatius (* 28. Januar 1834 in Königsberg in Preußen; † 16. Juni 1877 ebenda) war ein deutscher Verwaltungsbeamter und Parlamentarier.

## Leben
Portatius direkter Vorfahre Friedrich Leopold Portatius (* 1731) erhielt 1786 in Form der Adelserkennung die preußische Nobilitierung als von Portatius, sein Vater war Adolf von Portatius (* 1804). Portatius selbst wiederum war Landrat im Kreis Rosenberg in Westpreußen (1865–1868) und im Kreis Neidenburg der Provinz Preußen (1868–1877). Von 1870 bis 1873 saß er als Abgeordneter des Wahlkreises Königsberg 7 (Osterode, Neidenburg) im Preußischen Abgeordnetenhaus. In der ersten beiden Sessionen der 11. Legislaturperiode gehörte er der Fraktion der Konservativen Partei an, in der dritten Session der neukonservativen Fraktion.

## Familie
Portatius heiratete am 1. November 1865 in Königsberg in Preußen Marie Emilie Rosalie Schaeffer (* 22. April 1844; † 13. Januar 1913). Das Paar hatte mehrere Kinder:
- Marie Edith (* 8. September 1866)  ⚭ 7. Juli 1893 Viktor von Gostkowski († 4. Mai 1934), württembergischer Major a. D.
- Lisbeth Anna (* 8. September 1866), Stiftsdame, Wohnsitz in Berlin
- Albert Botho Konrad (* 4. Juli 1869; † 21. Juli 1939), Major z. D. ⚭ 1921 Clara Scharff, zwei Kinder (Hertha, Botho), zwei Enkelkinder (Hans-Eberhard, Karin-Vera)